# Rabosa groga
La rabosa groga (Tripterygion delaisi) és un peix teleosti de la família dels tripterígids i de l'ordre dels perciformes.
Pot arribar als 8,9 cm de llargària total.
Es troba a les costes de l'Atlàntic oriental (des de les costes del Canal de la Mànega fins a les del Senegal, incloent-hi Madeira i les Canàries) i a la Mediterrània.